# Meshack Kosgei Kirwa
Meshack Kosgei Kirwa (* 2. Februar 1975) ist ein kenianischer Marathonläufer.
2006 wurde er Sechster beim Mumbai-Marathon und Zehnter beim Chicago-Marathon und 2007 Dritter beim Xiamen-Marathon. 2008 folgte einem zweiten Platz beim Country Music Marathon der Sieg beim San-Antonio-Marathon. 2009 wurde er Zweiter beim Madrid-Marathon und Fünfter beim Nairobi-Marathon und 2010 Dritter beim Rock ’n’ Roll Arizona Marathon und Fünfter beim Pjöngjang-Marathon.

## Persönliche Bestzeiten
- Halbmarathon: 1:02:51 h, 1. Februar 2009, Eldoret
- Marathon: 2:11:45 h, 25. Oktober 2009, Nairobi